# U.S. Route 12
U.S. Route 12 (ou U.S. Highway 12) é uma autoestrada dos Estados Unidos.
Faz a ligação do Oeste para o Este. A U.S. Route 12 foi construída em 1926 e tem 2 483 milhas (3 996 km).

## Principais ligações
Autoestrada 5 perto de Chehalis

 Autoestrada 94 em Forsyth

 Autoestrada 29 em Summit

 Autoestrada 35 em Minneapolis

 Autoestrada 39 em Madison

 Autoestrada 190 em O'Hare International Airport

 Autoestrada 294 perto de Oak Lawn

 Autoestrada 94 em Chicago

 Autoestrada 65 em Gary

 US 23 perto de Ann Arbor